# Бухолово (Собинский район)
Бухолово — деревня в Собинском районе Владимирской области России, входит в состав Толпуховского сельского поселения.

## География
Деревня расположена в 17 км на север от центра поселения деревни Толпухово и в 37 км на север от райцентра города Собинка.

## История
Бухалово упоминается селом в жалованной грамоте великого князя Иоанна Васильевича митрополиту митрополиту Московскому Симону 1504 года.
В конце XIX — начале XX века Бухолово являлось крупной деревней в составе Чековской волости Владимирского уезда. В 1859 году в деревне числилось 122 двора, в 1905 году — 134 двора.
С 1929 года деревня являлась центром Бухоловского сельсовета Ставровского района, с 1935 года — в составе Кишлеевского сельсовета Небыловского района, с 1945 года — в составе Ставровского района, с 1965 года — Собинского района, с 2005 года деревня в составе Толпуховского сельского поселения.

## Население
| 1859 | 1897 | 1905 | 1926 | 2002 | 2010 | 2021 |
| ---- | ---- | ---- | ---- | ---- | ---- | ---- |
| 730  | ↗879 | ↘826 | ↗912 | ↘32  | ↗33  | ↘21  |